# 東京アクティブNEETs
東京アクティブNEETsは日本の器楽曲バンド・同人サークルである。主にゲームミュージックを題材にしてジャズ、ロック、オーケストラなどに編曲している。姉妹サークルには交響アクティブNEETsがある。 

## 東京アクティブNEETs
2008年に日本で結成された。結成以降はゲームミュージックを中心としてジャズやロックに編曲した演奏を動画に映す、という形で発信している。ジャズは特にその中でも現代の日本のジャズシーンを反映した爆音ジャズ、侍ジャズ、クラブジャズを得意としている。使用される楽器は主にドラムセット、キーボード、ギター、サクソフォーン、トランペット、ピアノである。そして採譜からレコーディング、撮影までのほぼすべての製作をメンバーのみで行っている。活動範囲は広がり、近年では台湾、アメリカ、香港、上海まで広がっている。東京アクティブNEETsの代表であり、交響アクティブNEETsのプロデューサーでもある紅維琉星は単身での活動も多く、これまでアメリカ、台湾、香港、中国、マレーシア、シンガポール、フィリピンから招待を受けて海外公演も行った。他にも複数の楽器メーカーとコラボを行ったり、世界初の人間とAIの2台でのピアノ合奏を実現した。

## 交響アクティブNEETs
東京アクティブNEETsの姉妹サークルとして2014年に結成された。経緯としてはオーケストラ作品を製作したかった紅維琉星とその弟子・いんどなめこが意気投合したことで結成された。このサークルは従来の同人オーケストラの概念を打ち破るために生演奏録音を行い、こちらも複数のカメラや機材を使用して映像を撮影して公開している。そのためYouTubeチャンネルではジャズも含め、奏者や使用している楽器も見ることができる。YouTubeチャンネルでは東方Projectや艦隊これくしょん、スプラトゥーン3のオーケストラやジャズの演奏を主に公開している他、ボカロやソロピアノ演奏の動画も公開されている。東方楽曲の編曲を手掛ける幽閉サテライトの曲の演奏も行った。

## CD一覧

### 東京アクティブNEETs
- 東方爆音ジャズ1 Rebuild
- 東方爆音ジャズ2 Rebuild
- 東方爆音ジャズ3 Rebuild
- 東方爆音ジャズ4.1 真紅
- 東方爆音ジャズ5
- 東方爆音ジャズ6
- 東方爆音ジャズ7
- 東方爆音ジャズ8
- 東方爆音ジャズ9
- BLUE NOTE 東方 Vol.1
- 東方爆音ジャズ10
- 東方爆音ジャズBEST
- 東方爆音ジャズ11 神
- 東方爆音ジャズ12 針
- 東方爆音ジャズ13 紺
- 東方爆音ジャズ14 天
- 東方爆音ジャズ15 獣
- 東方爆音ジャズ16 虹
- 東方プリズムジャズオーケストラ
- Fatal Jazz Orchestra
- ジャズレン
- 艦JAZZ
- 艦JAZZ2
- 艦JAZZ3

### 交響アクティブNEETs
- 東方フィルハーモニー交響楽団1 紅
- 東方フィルハーモニー交響楽団2 妖
- 東方フィルハーモニー交響楽団3 永
- 東方フィルハーモニー交響楽団4 永&萃
- 東方フィルハーモニー交響楽団5 花
- 東方フィルハーモニー交響楽団6 風 第一幕
- 東方フィルハーモニー交響楽団7 風 第二幕
- 東方フィルハーモニー交響楽団8 地
- 東方フィルハーモニー交響楽団9 星
- 東方フィルハーモニー交響楽団 メドレィズ
- 東方フィルハーモニー交響楽団 メドレィズ２
- 東方フィルハーモニー交響楽団10 秘
- 東方フィルハーモニー交響楽団11 神
- 東方フィルハーモニー交響楽団12 針
- 東方フィルハーモニー交響楽団13 紺
- 東方幻楽カルテット
- アズオケ艦隊フィルハーモニー交響楽団
- 第二次艦隊フィルハーモニー交響楽団
- 第三次艦隊フィルハーモニー交響楽団
- 第四次艦隊フィルハーモニー交響楽団
- 第五次艦隊フィルハーモニー交響楽団